# Кавалерийская бригада Демократической армии Греции
Кавалерийская бригада Демократической армии Греции (греч. Ταξιαρχία ιππικού του ΔΣΕ) — подразделение Демократической армии в годы Гражданской войны в Греции.

## Предыстория
В период тройной, германо-итало-болгарской, оккупации Греции (1941—1944), в составе Народно-освободительной армии (ЭЛАС) действовала Кавалерийская бригада ЭЛАС.
После освобождения страны и столкновения ЭЛАС с английской армией (декабрь 1944 — январь 1945), командование ЭЛАС и руководство компартии Греции, полагая что это приведёт к примирению в стране, пошло на подписание Варкизского соглашения.
Соглашение предусматривало ряд мер по примирению и демократизации страны, но обязывало ЭЛАС разоружить все свои соединения.
28 февраля 1945 года части ЭЛАС, в том числе и Кавалерийская бригада, сдали своё оружие временному правительству и англичанам:794.
Однако надежды компартии, что подписание Варкизского соглашения приведёт к примирению в стране не оправдались.
Наступил период «Белого террора», в ходе которого группы иррегулярных монархистов и бывших коллаборационистов терроризировали и убивали безоружных бойцов ЭЛАС.
Ммногие бывшие кавалеристы бригады, включая её командира Тасоса (Букуваласа) были гонимы и заключены в тюрьмы:799.

## Создание кавалерийской бригады Демократической армии
Преследуемые монархистами и властями, бывшие бойцы ЭЛАС находили убежище в горах, где постепенно стали образовывать отряды самообороны.
К началу 1946 года гражданская война (1946—1949) была уже реальностью.
Греческая историография считает условной датой начала гражданской войны 30 марта 1946 года:Α-295.
С началом гражданской войны Демократическая армия Греции, попыталась воссоздать кавалерийскую бригаду действовавшую в период оккупации страны (1941—1944).
Как и в оккупацию, регионом создания новой бригады стала Фессалия, представляющая собой равнину окружённую горами.
Поскольку бывшие офицеры ЭЛАС высшего и среднего звена были сосланы на пустынные острова или заключены в тюрьмы, инициативу по созданию соединений Демократической армии взяли на себя младшие по званию и возрасту офицеры.
В частности инициатором создания Кавалерийской бригады Демократической армии выступил воевавший в Кавалерийской бригаде ЭЛАС двадцатичетырёхлетний «капитан Газис» (Периклис Иконому, род. 1922), который и стал первым командиром Бригады.
Впоследствии командиром Бригады был назначен Стефанос Манакас (псевдоним «Стефос»), в то время как «Газис» стал начальником штаба Бригады. Но в народе Бригада по-прежнему именовалась «Кавалерия Газиса».
Однако условия для создания Бригады были намного худшими по сравнению с периодом оккупации.
Кроме того что значительная часть населения поддерживала правительственные войска или соблюдала нейтралитет, получив бронетанковую и авиационную технику от англо-американцев, правительственная армия обеспечила почти полный контроль равнинных регионов, не имея к тому же противника в воздухе.
Кроме того, неразрешимой проблемой для расширения Бригады было её обеспечение конями.
В составе бригады были и женщины кавалеристки, которых К. Гридзонас именует «амазонками», чего не было в Бригаде ЭЛАС.
К началу 1949 года женщины составляли 15 % личного состава Бригады.
При всей своей малочисленности, Кавалерийская бригада, не ограничилась поддержкой пехотных соединений Демократической армии, и своими налётами на равнинные районы держала в напряжении жандармерию и иррегулярные отряды монархистов, которые терроризировали население.
К середине 1948 года Кавалерийская бригада была передана под командование I дивизии ДАГ, где комдивом был будущий генсек компартии Греции, Х. Флоракис («Йотис»).
Кроме Кавалерийской бригады, в состав дивизии входили 123я,138я и 192я пехотные дивизии.
Вместе с I дивизией, Кавалерийская бригада приняла участие в одной из самых успешных и громких операций ДАГ в 1948 году — операции по занятию города Кардица.

## Занятие города Кардица
Тактический успех Демократической армии в сентябре 1948 года в приграничных с Албанией горах Вици и паника вызванная этим успехом в правительственных кругах позволили командованию ДАГ рассмотреть возможность занятия городов.
Соответствующие решения были приняты политбюро компартии Греции в ноябре 1948 года. При этом, занятие городов, по объективным причинам, не предусматривало их удержание на длительный срок.
В этих рамках было осуществлено занятие города Кардица.
Согласно К. Карайоргису, целью операции в Кардице было отвлечь королевскую армию от фронта в горах Вици и от её операций на полуострове Пелопоннес против героической ΙΙΙ дивизии Демократической армии, «Дивизии мёртвых», как она в силу своих потерь будет названа в будущем греческой историографией.
Занятие Кардицы должно было вызвать перегруппировку королевской армии, что могло способствовать частичному решению проблем ДАГ со снабжением продовольствием, боеприпасами, медикаментами, зимней одеждой и обувью.
Операция была осуществлена в ночь с 11 на 12 декабря 1948 года.
В операции приняли участие I дивизия ДАГ, II дивизия комдива Я. Александру («Диамантис») и Кавалерийская бригада, под командованием Стефаноса Манакаса («Стефос»).
Общее командование и координацию действий дивизий и Бригады принял К. Карайоргис, командующий «Подразделения генерального штаба южной Греции» (ΚΓΑΝΕ — Κλιμάκιο Γενικού Αρχηγείου Νότιας Ελλάδας).
Д. Вландас пишет, что в операции были задействованы 4 тыс. бойцов ДАГ.
Источники королевской армии пишут о 3 тыс. партизан (оценка жандармерии) или о 2.250 пехотинцах и 300 кавалеристах Бригады (оценка Национальной гвардии).
Силам ДАГ противостоял армейский гарнизон города, жандармерия и иррегулярные монархисты, которые согласно правительственным источникам насчитывали в общей сложности 50 офицеров и 840 рядовых.
Кроме того, в непосредственной близости находились и могли немедленно вмешаться 76я бригада королевской армии, 50й и 51й пехотные батальоны в Трикала, 25й пехотный батальон в Софадес и 59й пехотный батальон в Ларисе — в общей сложности около 3 тыс. человек.
Части ДАГ продвигались к центру города подавляя очаги сопротивления и изолируя те из них, которые продолжали сопротивление. Железнодорожная станция продержалась до полудня первого дня.
Конный завод, имевший повышенный интерес для Кавалерийской бригады ДАГ, был взят партизанами, но затем был отбит королевской армией, после того как в город вошли танки.
Как следует из армейских архивов, с началом боя за Кардицу, части королевской армии, с танками и бронемашинами, немедленно двинулись из Ларисы (IX ила танков Кентавр, Циоти, Трикала и Музаки, прибыли в Кардицу на следующий день и приняли участие в боях.
Современный греческий историк Г. Маргаритис пишет что, атака партизан по занятию Кардицы была исключительно сложной операцией, которая однако увенчалась абсолютным успехом.
Королевская армия понесла большие потери, в то время как ДАГ захватило большое количество трофеев и припасов и получила возможность провести мобилизацию молодёжи города.
Как писал К. Карайоргис, «неприятелю понадобилось несколько дней, чтобы собрать сотни своих убитых и раненных солдат, вычислить 1076 юношей и девушек вступивших в ДАГ, и подсчитать что было взято нами из его складов».
13 декабря части ДАГ в порядке ушли из города, осуществив одну из наиболее сложных операций Демократической армии и одержав одну из самых больших своих побед, что было признано и противником.
Генерал Д. Зафиропулос пишет: «Атака против Кардицы является самой большой наступательной акцией частей ΚΓΑΝΕ и одновременно самой большой наступательной акцией ДАГ против населённого пункта во всей Греции. Подготовка операции была отличной, ей предшествовали учения частей в атаках на населённые пункты. Приказы основывались на подробных планах города и очагов сопротивления. Информация о силах и организации гарнизона Кардицы была точной и свежей, что подтверждает заслуги политических комиссаров городов».
В последнем своём замечании генерал именует комиссарами подпольщиков двух групп действовавших в городе.
Далее генерал Зафиропулос пишет: «Части ДАГ были стремительны в своих действиях, отличились женщины бойцы, которые сражались с бо́льшим фанатизмом, нежели мужчины. Офицеры ДАГ показали значительное улучшение своего военного искусства. Отход частей бандитов, днём, на равнине, невзирая на присутствие авиации, состоялся в абсолютном порядке».
Э. Авероф охарактеризовал занятие Кардицы как «один из самых смелых и потрясающих налётов ДАГ».
И добавляет: «Нападавшие оставались бесспорными хозяевами города на протяжении 18 часов. После этого понадобилась борьба 10 часов, чтобы они оставили город. Психологический резонанс был ужасным. Это был первый раз, когда город находящийся на равнине был занят партизанами. Никто более не чувствовал, что находится в безопасности, разве что в больших городах».

## Кавалеристы в других операциях ДАГ
Деятельность «кавалеристов ДАГ» упоминается и в Западной Македонии, но не располагаем информацией если они принадлежали Кавалерийской бригаде.
Ещё больше сомнений что речь идёт о подразделении Кавалерийской бригады вызывает информация о участии кавалеристов в пропагандистском обстреле Салоник, тем более что по времени (декабрь 1948 года) это совпадает с участием Бригады в занятии Кардицы.
19/20 января 1949 года Демократическая армия заняла город Карпенисион и удерживала его 18 дней. Операция была осуществлена теми же силами ΚΓΑΝΕ, как и при занятии Кардицы, то есть II и I дивизиями ДАГ, в подчинении последней Кавалерийская бригада и находилась.
Не располагаем детальной информацией о непосредственном участии Бригады в самой операции. Однако издание ветеранов Сопротивления и ДАГ, ссылаясь на книгу Г. Александриса, пишет что 19 января 1949 года Кавалерийская бригада приняла участие в операции по занятию Карпениси. Есть также косвенная информация, что Бригада находилась в регионе Карпенисион, где вероятно её роль была вспомогательной.
Т. Псимменос пишет, что Бригада вернулась в предгорья гор Аграфа после «февральских боёв 1949 года в регионе Сперхиас — Карпенисион».
Кроме этого, в самом кровавом для Демократической армии сражении, в попытке занятия города Флорина (11-14 февраля), среди выставленных для операции сил ДАГ, упоминаются две кавалерийские илы, не уточняя однако если они принадлежали Кавалерийской бригаде.

## Бой в Добрузи — Разгром Кавалерийской бригады
После февральских боёв 1949 года в регионе Сперхиас — Карпенисион, Кавалерийская бригада перешла к юго-восточным предгорьям гор Аграфа.
Её командир «Стефос» находился в госпитале.
Временным командиром Бригады ΚΓΑΝΕ назначило некоего К. Т. Примечательно что Т. Псимменос, который винит временного командира во всех последовавших бедах Бригады, не раскрывает его полное имя.
Боевой состав Бригады был ослабленным — она состояла только из двух боевых кавалерийских ил по два уламос с 30 кавалеристами каждый.
К тому же, как свидетельствует Т. Псимменос, только одна из ил, ила «Газиса», была полностью обеспечена конями.
Вторая ила лейтенанта Сотириса Дзимаса была по существу без коней.
Кроме боевых ил, Бригада насчитывала илу штаба и уламос пулемётов.
В первые дни марта Бригада расположилась на высотах у села Леондари.
5 марта командир Бригады информировал офицеров, что Бригада совершит налёт на село Паламас. Позже стало известна что это была его личная инициатива, несмотря на категорический запрет командования дивизии.
В операции были задействованы две илы — одна при конях другая пешая
Две боевые илы на рассвете 6 марта подошли к лысому массиву Добрузи (500 метров над уровнем моря).
План операции базировался на элементе внезапности, но не учёл множество непредвиденных факторов.
Две илы выступили с опозданием, в 19:30, и не одновременно. В грязи и под дождём переходящим в снег, колонна двигалась со скоростью пешего.
К рассвету колонна ещё не подошла к Добрузи и находилась у села Кутсиари, где и была обнаружена противником
Бригада не только потеряла фактор внезапности, но вырисовывалась угроза для неё самой
Достинув высот и в силу их большой площади, илы были вынуждены занять разбросанные = позиции.
2я ила заняла сектор Паламас — Керамиди. 1я прикрыла сектор Лутро — Петроно
Командир бригады остался в селе Дувладани с 4 группами 1й илы.
Одновременно королевская армия мобилизовала все свои силы в регионе.
Т. Псимменос, историк и бывший партизан, будучи свидетелем тех событий, пишет что в окружении и бою против двух ил кавалеристов Демократической армии, приняли участие «Β» Кавалерийский полк правительственных войск, 3 пехотных батальона, 30 танков, 10 самолётов и все иррегулярные отряды монархистов региона.
В 9 утра 6 марта первые части королевской армии подошли к позициям 2й илы но были отброшены и преследовались кавалеристами ДАГ.
Командир бригады на совещании офицеров назначил время (19:00) и место сбора (село Агиос Димитриос) для совершения налёта на Паламас.
Однако выходя с совещания командиры ил «Газис» и Дзимас совершенно неожиданно увидели перед собой механизированный батальон противника.
В последовавшей стычке группа охраны потеряла двух человек убитыми, а «Газис» получил ранение в руку. Но командование Бригады сумело отойти.
Бригада ещё была в состоянии противостоять давлению королевской армии и её командование всё ещё планировало осуществить налёт на Паламас ночью.
Однако по неизвестной причине командир бригады потерял контакт с илами, внеся новую трудность для них — отсутствие координации
Несмотря на это, две илы собрались в назначенный час в Агиос Димитриос для совершения налёта на Паламас, где тщетно, до 22 :00, ожидали своего командира и 4 групп кавалеристов при нём.
Между тем кольцо окружения сжималось. 2я ила и 1я ила «Газиса», видя что не могут более оставаться на этих лысых высотах и будучи не в состоянии своими малыми силами совершить налёт на Паламас, решили перейти к горе Дьюгардзи у села Орфана и ночью 7 марта атаковать село.
Однако переход в ночь с 6 на 7 марта не состоялся
Туман, а затем снежная буря, препятствовали продвижению колонны и даже местные кавалеристы не могли найти дорогу.
Илы вышли из кольца и боя без серьёзных потерь, но скиталась на заснеженной, по колено, равнине.
Илы были вынуждены остановиться на равнине в селе Алмандар, в 15 минутах хода от которого случайно был обнаружен командир Бригады с его 4 группами.
Утром 7 марта план налёта на Паламас был окончательно оставлен — под угрозой была Бригада.
Снежная буря стихла, что дало возможность королевским частям начать атаку.
Две илы оборонялись на заснеженной равнине, переходя в рукопашные бои.
Кавалеристы отказывались сдаваться. Бригада потеряла убитыми и ранеными 40 человек. Среди раненных командир 2й илы и командир Бригады.
Вечером был совершён отход снова на высоты Добрузи, к селу Лутро́с
С этого момента начинается отход к горам Όтрис, с целью достичь их подножий на рассвете 8 марта.
Между тем 2я ила совершила атаку на село Тикели где захватила 50 коней, что однако стало первой задержкой на пути к Отрис.
Ещё одной, двухчасовой и фатальной, задержкой стала остановка в селе Психико́ для перевязки раненных.
Рассвет застал колонну измождённых кавалеристов на равнине между Ларисой и Фарсала.
Противник правильно оценил намерения отступающих и перекрыл пути отхода к Отрис.
При прорыве многие тяжело раненные кавалеристы, отказывались сдаваться и кончали жизнь самоубийством.
Героическими усилиями офицеров и рядовых Бригады, основной массе кавалеристов удалось прорваться. При этом Бригада потеряла 60 человек убитыми и раненными. Среди убитых был «Газис» и комиссар 1й илы.

## Последние бои
Другим трагическим последствием «Боя в Добрузи» была судьба командира Бригады, Стефаноса Манакаса. Не долечившись в госпитале и с трудом стоя на ногах, командир попытался добраться до своих бойцов. Он добрался до гор Аграфа, но избегал сёл чтобы не попасть в плен. В конечном итоге измождённый и не в сил продолжить свою попытку добраться до своей Бригады, командир покончил свою жизнь самоубийством. Как пишет в своей книге Г. Александрис, после того как растаяли снега, королевские войска нашли в горах тела «бригадного генерала „Стефоса“, вместе со своей красивой женой, застрелившихся чтобы не попасть живыми в руки врага».
Костас Кутманис в своей книге отмечает успешные бои кавалеристов в конце марта и середине мая в Лутра Смокову в горах Аграфа в 35 км юго-западнее Кардицы и за высоту Макрирхи гор Отрис, но уже под командованием Никоса Генаса.
При этом в обоих случаях Кутманис употребляет фразу «наши кавалеристы», вероятно в связи с тем что Бригада была подчинена I дивизии, в составе которой автор и воевал.
Гражданская война завершилась поражением ДАГ через несколько месяцев после «Боя в Добрузи», в октябре 1949 года.
Участие кавалеристов в боях упоминается почти до самого окончания Гражданской войны, однако сама Кавалерийская бригада ДАГ более не упоминается.

## Память
Тела погибших в Добрузи кавалеристов Бригады были похоронены в братской могиле перед оградой кладбища Итеа Кардицы — власти не позволили захоронить на кладбище тех, кого они именовали «предателями» и «бандитами», что однако не мешало им устанавливать памятники сотрудничавшим с немецкими оккупантами.
Сегодня на кладбище в Итеа установлена мемориальная доска в память бойцов Кавалерийской бригады ДАГ.
Ежегодно в Итеа организации ветеранов войны и их наследники отмечают память павших бойцов «Кавалерии Газиса».